# مارلين إيستمان
مارلين إيستمان (بالإنجليزية: Marilyn Eastman)‏ هي ممثلة أمريكية، ولدت في 17 ديسمبر 1933 في الولايات المتحدة.

## أعمال

### أفلام
- (1968) ليلة الموتى الأحياء

## وصلات خارجية
- مارلين إيستمان على موقع IMDb (الإنجليزية)
- مارلين إيستمان على موقع قاعدة بيانات الأفلام السويدية (السويدية)
- مارلين إيستمان على موقع قاعدة بيانات الفيلم (الإنجليزية)